# Hadjibala Abutalibov
Hadjibala Abutalibov (en azéri : Hacıbala İbrahim oğlu Abutalıbov), né le 13 mai 1944 à Krasnovodsk (RSS Turkménistan, aujourd'hui Türkmenbaşy), est une personnalité politique azérie.
Chef du pouvoir exécutif de la ville de Bakou de 2001 à 2018, il occupe la fonction de vice-Premier ministre de la République d'Azerbaïdjan de 2018 à 2019.

## Biographie
En 1965, il est diplômé de la faculté de physique de l'université d'État de Bakou. Entre 1965 et 1968, il travaille comme méthodologiste au Département de l'éducation publique (RONO) de la région d'Ordoubad (Nakhitchevan) et comme professeur de physique dans une école secondaire.
En 1987, il obtient un diplôme académique de docteur en sciences physiques et mathématiques. À compter de 1989, il prend la direction du laboratoire « électronique quantique des semi-conducteurs » de l'institut de physique de l'Académie nationale des sciences d'Azerbaïdjan.
Il est chef du pouvoir exécutif de la ville de Bakou de 2001 à 2018. Avant cela, il occupait la même fonction pour le district de Surakhani. 
Le 21 avril 2018, il est nommé vice-Premier ministre de l'Azerbaïdjan. Le 21 octobre 2019, sur ordre du Président de l'Azerbaïdjan Ilham Aliyev, il est démis de ses fonctions.

## Décorations
- Ordre de la Gloire (Azerbaïdjan)[3]
- Médaille "En commémoration du 300e anniversaire de Saint-Pétersbourg" [4]